# グミナ・パイェンチュノ
グミナ・パイェンチュノ（ポーランド語: Gmina Pajęczno）は、ポーランド中部のウッチ県パイェンチュノ郡にある基礎自治体（グミナ）。行政の中心はパイェンチュノにあり、県庁所在地・ウッチの南西78キロメートル (48 mi)に位置する。
グミナの面積は113.44平方キロメートル (43.8 sq mi)、2006年時点の人口は11,655人（うちパイェンチュノが6,674人、その他農村部が4,981人）である。

## 町村
グミナ・パイェンチュノには、パイェンチュノ町のほか、バラニ、チェルキエシ、ディルフA、ディルフジョンドビ、ディルフシュラヘツキ、ヤンキ、クジナ、ワジン、ウェンシュツェ、リピナ、マコビスカ (ウッチ県)、ニビスカドルネ、ニビスカグルネ、ノベガイェンチツェ、パトシクワ、ポドワジンポドムロバニエツシェドルツェ、スタレガイェンチツェ、トゥシン、ブレンチツァ、ビドジヌフの村々がある。

## 隣接する自治体
グミナ・パイェンチュノは、グミナ・ジャウォシン、グミナ・キエウチグウフ、グミナ・ノバ・ブジェジニツァ、グミナ・ポプフ（シロンスク県クウォブツク郡）、グミナ・ジョンシニャ、グミナ・シェムコビツェ、グミナ・ストシェルツェ・ビエルキエ、グミナ・スルミエジツェと接する。